# 아라 루 아마
Araruama는 브라질의 리우데자네이루 지방 내부에 위치해 있으며, 남위 22º52'22", 서경 42º20'35"에 15m의 고도에 위치해 있다. 2019년까지 IBGE (브라질리언 지리 및 통계학 연구소) 추정에 따르면, 인구는 132,400 명으로 Lakes Region에서 두 번째로 크다.
Araruama의 시정촌에 의해 표시된 바에 따르면 635.4 평방 킬로미터의 면적에 걸쳐 확장 평야를 포함한 일부 호수, Araruama 라군과 Juturnaíba석호, Araruama과의 지방 자치 단체 사이에 위치해 있다. 지리적으로 Araruama는 Lakes Region에서 가장 큰 시정촌이다.
Araruama의 시정촌의 현재 시장은 제휴 리비아 소아레스 벨로 다 실바 (일반적으로 "리비아의 Chiquinho")이며, 민주 노동당에 소속되어 있고, 리비아은 지방 투표에서 52.61 %로 당선되어 2016년 1월에 취임 2017년 1월

시 인간 개발 지수 따른 시구 (HDI) 에 데이터 2010년 35 큰 상태 간주 0.724 (높이)이었다 에 HDI. 2000년부터 2010년까지의 데이터를 기반으로 Araruama는 리우데 자네이루 주 전체의 인간 개발 지수에서 가장 빠르게 성장하는 시정촌이었다. 국내 총생산 (GDP) 에 따라 Araruama의 (GDP) 에 데이터 2014 국가의 35 가장 높은 GDP 고려, R에게 $ 2,053,626이었다. Araruama 다른 지방 자치 단체의 관계에서 강력한 경제의 상태를, 도 2 최강 호수 지역 .￼

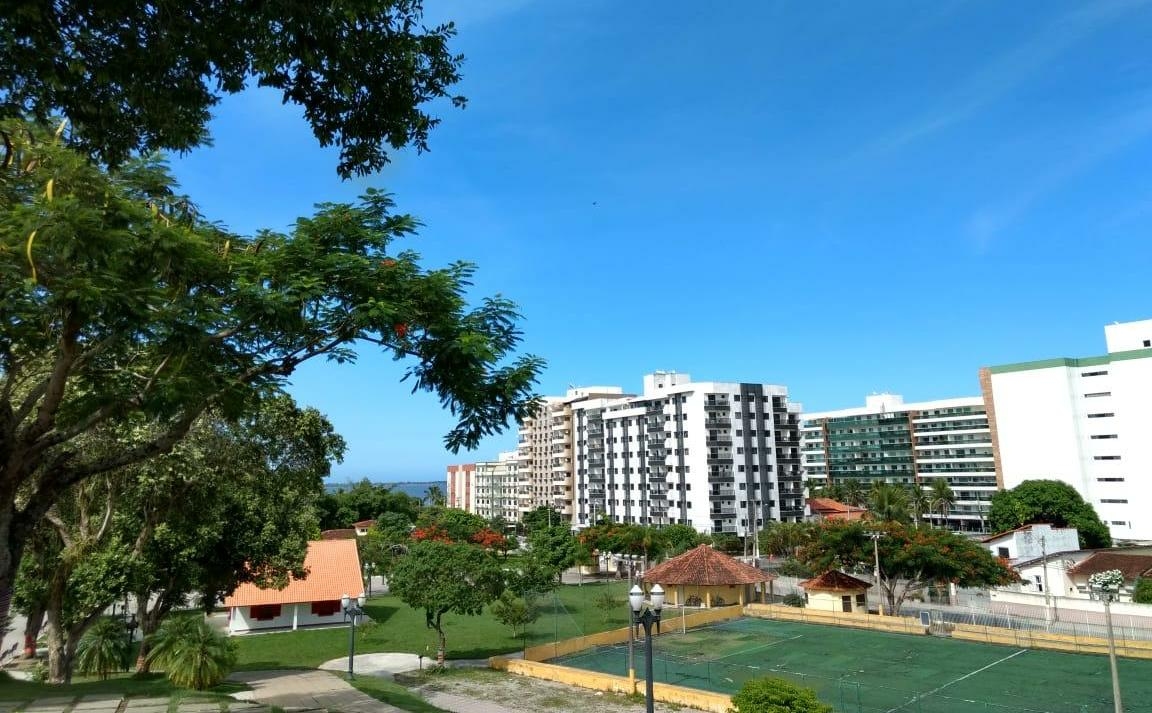

## 아라 루 아마 소개
(1학년 6반 찬성 야짜)리우데 자네이루의 수도에서 108km 떨어진 아라 루아 마시는 19세기에 설립되었다. 아라 루 아마의 첫 주민은 Matarunas Indians였다. 그들은 풍부한 소금에 매료되어 오늘날 Ponta do Anzol이라는 지역을 자주 방문했다. 아라 루 아마의 지방 자치 단체는 Tupinambás Indians에 의해 많이 점령되었으며, 식민지 시대 이전부터 마을에 강한 존재를 남겼으므로 고고학 연구는 2,200년 전의 마을을 발견했다. 안토니오 데 살 레마 (Antonio de Salema)는 1575년 이 지역에 포르투갈인이 도착한 것으로 기록되어 있다. 오늘날의 마타 루나 마을 인 아라 루 아마 지방 자치 단체의 일부인 땅은 그것은 1534년에 Martim Afonso de Sousa에 기증 된 São Vicente 대위의 일부였다. 그러나 1859년 정치적 혼란으로 인해 Saquarema의 지방 자치 단체가 지도에서 사라지고 Araruama는 Vila de Araruama라는 이름으로 마을 범주로 상승했다. 얼마 후, Saquarema의 지방 자치 단체가 회복되었고 새로운 조약이 지방 자치 단체의 토지 경계를 정의했다. Araruama의 도시 범주로의 상승은 1890년 1월 22일 Francisco Portela 주지사의 법령에 의해 이루어졌다. 정치적 혼란은 Saquarema의 지방 자치 단체가지도에서 사라지고 아라 루 아마는 Vila de Araruama라는 이름으로 마을 범주로 상승했다. 얼마 후, Saquarema의 지방 자치 단체가 회복되었고 새로운 조약이 지방 자치 단체의 토지 경계를 정의했다. 아라 루 아마의 도시 범주로의 상승은 1890년 1월 22일 Francisco Portela 주지사의 법령에 의해 이루어졌다. 정치적 혼란은 Saquarema의 지방 자치 단체가 지도에서 사라지고 아라 루 아마는 Vila de Araruama라는 이름으로 마을 범주로 상승했다. 얼마 후, Saquarema의 지방 자치 단체가 회복되었고 새로운 조약이 지방 자치 단체의 토지 경계를 정의했다. 아라 루 아마의 도시 범주로의 상승은 1890년 1월 22일 Francisco Portela 주지사의 법령에 의해 이루어졌다.

### 경제학
식민지 시대에이 지역의 경제 기반은 식생 추출이었으며, 레드 우드와 아라 루 아마 (Araruama)의 착취가 농업 지방 자치 단체로 구성되었다. 브라질의 1894년 지리적 사전에 따르면, 커피, 사탕 수수, 곡물, 특히 옥수수와 마니 옥 가루가 주목할 만하다. 1910년부터 포르투갈의 이민자들은 주로 아베 이로 (Aveiro)와 피게이라 다 포스 (Figueira da Foz) 지역의 식염수로 소금을 생산하도록 장려했다. Lakes Region의 아라 루 아마는 1991년부터 1995년까지 Emater의 정보를 바탕으로 이 주에서 가장 큰 오렌지, 만다린 및 레몬을 생산했다. 매년 73,000 톤의 과일을 판매한 600 명의 생산자가 있었다. 이 도시는 이 지역의 시장과 수도의 중앙 공급 센터 (Ceasa)에 공급을 담당했다. 현재 농무부는 여러 곳에서 지원 프로그램을 개발하고 Juturnaíba, Sobradinho, Itapinuã, Saudade, Morro Grande 및 Murubaí 지역의 농부들을 포함하여 6 개의 소규모 협회 형성을 안내했다. 이 프로그램에 따라 농민들은 기계 사용에 대한 상징적 인 가격을 지불하고 도시에서 구입하여 배포한 종자를 받았다. 곧 카사바, 얌, 오크라, 사탕수수 등 다른 농업 생산물이 생겨 도시 경제가 다양해졌다. 농업 사무국은 여러 곳에서 지원 프로그램을 개발하고 6 개의 소규모 협회 설립을 지시했으며 여기에는 Juturnaíba, Sobradinho, Itapinuã, Saudade, Morro Grande 및 Murubaí 지역의 농부들이 포함되었다. 이 프로그램에 따라 농민들은 기계 사용에 대한 상징적인 가격을 지불하고 도시에서 구입하여 배포한 종자를 받았다. 곧 카사바, 얌, 오크라, 사탕수수 등 다른 농업 생산물이 생겨 도시 경제가 다양해졌다. 농업 사무국은 여러 곳에서 지원 프로그램을 개발하고 6 개의 소규모 협회 설립을 지시했으며 여기에는 Juturnaíba, Sobradinho, Itapinuã, Saudade, Morro Grande 및 Murubaí 지역의 농부들이 포함되었다. 이 프로그램에 따라 농민들은 기계 사용에 대한 상징적인 가격을 지불하고 도시에서 구입하여 배포한 종자를 받았다. 곧 카사바, 얌, 오크라, 사탕수수와 같은 다른 농업 생산물이 생겨 도시 경제가 다양해졌다.

### 관광
아라 루 아마에서 라군은 수상 스포츠 세계에서 두 번째로 좋은 차선이다. 또한 석호 기슭에는 13 개의 아름다운 해변이 있어 주민들과 방문객들에게 즐거움을 준다. 그 중 Araruama Beach, Iguabinha Beach, Areal Beach, Pontinha Beach, Amores Beach, Barbudo Beach, Bananeiras Beach 등은 침착한 물과 시원한 바람이 함께 목욕과 레저를 위해 모두 모든 방문자를 환영하는 자체 인프라가 있다. 관광객들은 바다로 목욕하는 Massambaba 해변과 Praia Seca 해변을 방문 할 수도 있다.

## 다른 연락처
- IBASMA-Araruama Municipal Servant Benefit Institute
  - 비서 : 대통령 : Péricles Nunes de Marins
  - 이메일 : ibasma@araruama.rj.gov.br
  - 다운타운 페드로 루이스 페레이라 드 수자 스트리트[깨진 링크(과거 내용 찾기)]
  - 전화 번호 : (22) 2665-2346

- 법무 장관
  - 다운타운 John Kennedy Avenue, 120[깨진 링크(과거 내용 찾기)]
  - 전화 번호 : (22) 2665-2121 / 2665-1654
  - 팩스 : 2665-1654

- 감사관 일반 사무국
  - 다운타운 John Kennedy Avenue, 120[깨진 링크(과거 내용 찾기)]
  - 전화 번호 : (22) 2665-2121 내선 252
  - 팩스 : 2665-1654

- 시정 사무국
  - 다운타운 John Kennedy Avenue, 120[깨진 링크(과거 내용 찾기)]
  - RJ, 브라질
  - 전화 번호 : (22) 2665-2121 내선 : 221/249
  - 팩스 : 2665-1654

- 농림 수산청
  - Carijojó Road-상 비센테 할당
  - 세인트 빈센트 드 폴
  - 전화 번호 : (22) 2665-5705
  - 팩스 : 2665-1654

- 환경부 장관
  - 비서 : Natalino Gomes de Souza Filho
  - 이메일 : smaee@araruama.rj.gov.br
  - Baster Pilar Street no.-Parque Araruama 교수
  - 전화 번호 : (22) 2665-2035

- 통신부 장관
  - 다운타운 John Kennedy Avenue, 120[깨진 링크(과거 내용 찾기)]
  - 전화 번호 : (22) 2665-2121 내선 : 217
  - 팩스 : 2665-2121 확장 : 217

- 시립 경제 개발 사무국
  - 비서 : Wancler Sidney Rodrigues Marinho
  - 이메일 : sedec@araruama.rj.gov.br
  - Araruama Av. 1111 호실 01-Pinho Shopping Center
  - 아라 루 아마
  - RJ, 브라질
  - 전화 번호 : (22) 2665-2121 내선 230/231/232
  - 팩스 : (22) 2665-2121

- 시 교육 문화부 장관
  - 비서 : Vera Maria Pinto de Figueiredo
  - 이메일 : seduc@araruama.rj.gov.br
  - 글래드스톤 데 올리 베이 아 애비뉴, 1859
  - 일본, 아라 루 아마
  - RJ, 브라질
  - 전화 번호 : (22) 2661-6523
  - 팩스 : (22) 2661-6524

- 시립 스포츠 레저 사무국
  - 비서 : 마우리 데 레인
  - 아라 루 아마
  - RJ, 브라질

- 시 재정 국-SEFAZ
  - 비서 : Carlos Roberto dos S. Marchon Leão
  - 이메일 : sefaz@araruama.rj.gov.br
  - 존 케네디 Av. 120
  - 아라 루 아마 센터
  - RJ, 브라질
  - 전화 번호 : (22) 2665-2121
  - 팩스 : (22) 2665-1654

- 시 정부 사무국
  - 비서 : 닐로 세르지오 비아나
  - 이메일 : segov@araruama.rj.gov.br
  - 글래드스톤 데 올리 베이 아 애비뉴, 1859
  - 일본, 아라 루 아마
  - RJ, 브라질
  - 전화 번호 : (22) 2661-6523
  - 팩스 : (22) 2665-1654

- 시정부 업무, 도시 및 공공 서비스
  - 비서 : Francisco Affonso Soares Pintado Neto
  - 이메일 : seour@araruama.rj.gov.br
  - 루아 블래스터 필라 교수
  - 파크 호텔, 아라 루 아마
  - RJ, 브라질
  - 전화 번호 : (22) 2665-5700
  - 팩스 : (22) 2665-5700

- 시 계획 사무국
  - 비서 : Célio Ricardo de Almeida Pereira
  - 이메일 : seplan@araruama.rj.gov.br
  - 120 존 케네디 애비뉴
  - 아라 루 아마 센터
  - RJ, 브라질
  - 전화 번호 : (22) 2665-2121
  - 팩스 : (22) 2665-1654

- 시정 사회 정책 노동 사무국
  - 장관 :
  - 이메일 : sepol@araruama.rj.gov.br
  - 호 아킴 데 안드라데 거리, 40
  - 아라 루 아마 센터
  - RJ, 브라질
  - 전화 번호 : (22) 2665-2645
  - 팩스 : (22) 2665-2645

- 사회 진흥, 노동 및 주택을위한시 사무국
  - 비서 : Ezenildo dos Santos Moura

- 시 보건 장관
  - 비서 : Marcelo Amaral Carneiro
  - 이메일 : sesau@araruama.rj.gov.br
  - 페드로 루이스 거리
  - 아라 루 아마의 은총의 성모
  - RJ, 브라질
  - 전화 번호 : (22) 2665-7300
  - 팩스 : (22) 2665-7300

- 시정 안전 사무국
  - 비서 : 마르코 아우렐리오 소령 CG 볼머
  - 이메일 : seseg@araruama.rj.gov.br
  - 루아 도토 르 바티스타 넘버 넘버-Manoel Marinho Leão Exhibition Park
  - 아라 루 아마
  - RJ, 브라질
  - 전화 번호 : (22) 2665-5705
  - 팩스 : (22) 2665-1654

- 노인과 인간 개발의시 사무국
  - 비서 : Maria das Grace Marchon Silva
  - 이메일 : seidh@araruama.rj.gov.br
  - 리퍼블릭 스트리트 오브 콜롬비아 Nº 135-Parque Hotel
  - 아라 루 아마
  - RJ, 브라질

- 시 교통부 장관
  - 비서 : 툴리오 페레이라
  - 이메일 : setra@araruama.rj.gov.br
  - 루아 블래스터 필라 교수
  - 파크 호텔, 아라 루 아마
  - RJ, 브라질
  - 전화 번호 : (22) 2665-5700
  - 팩스 : (22) 2665-5700

- 관광부 장관
  - 비서 : 호세 로베르토 페드로 사
  - 이메일 : setel@araruama.rj.gov.br
  - 브라질 애비뉴, 655
  - 파크 호텔, 아라 루 아마
  - RJ, 브라질
  - 전화 번호 : (22) 2665-4145 / 2665-6702
  - 팩스 : (22) 2665-6702

광장과 공원
- 삶의 질 복잡 마 노엘 페르난데스 리베이로 (주앙 헬리오 공원 및 안토니오 라포 소 광장 포함)
- 알리시오 피게 이레도 광장
- 성서 광장
- 스쿨 스퀘어
- 이벤트 광장
- 전시 공원
- 깃발 광장
- 세인트 빈센트 스퀘어
- 마타 루나 광장
- 수염 스포츠 단지